# Bluestocking (cheval)
Bluestocking est une jument de course pur-sang anglais né en Angleterre en 2020. Propriété de Juddmonte Farms, elle est entraînée par Ralph Beckett et montée en course par Rossa Ryan. Elle remporte le Prix de l'Arc de Triomphe en 2024.

## Carrière de courses

Casaque de Juddmonte Farms

Difficile, quand s'ouvre la saison 2024 en Europe, de voir en Bluestocking la future lauréate du Prix de l'Arc de Triomphe. Cette élève britannique de Juddmonte Farms ne se produit qu'une fois à 2 ans, mais sa victoire dans un maiden à Salisbury laisse entrevoir un prospect classique. L'année suivante, Bluestocking effectue une rentrée tardive, trop tardive pour les Oaks, et se heurte à la tenace Warm Heart pour son retour à la compétition dans une Listed à Newbury. À l'étage supérieur, elle échoue à nouveau face à Warm Heart, mais plus nettement cette fois dans les Ribblesdale Stakes durant le meeting de Royal Ascot. Mais elle se fait véritablement un nom dans les Irish Oaks un mois plus tard, où elle s'incline face à Savethelastdance, mais devance cette fois Warm Heart, décevant cinquième. Désormais placée classique, la pouliche tente de ravir un premier groupe 1 dans les Yorkshire Oaks, mais pour la première fois elle échoue à monter sur le podium, battue pour le second accessit par Savethelastdance, tandis que devant Warm Heart décroche le pompon. Nous sommes en septembre, et Bluestocking n'a toujours pas remporté la moindre course, et doit même s'incliner dans une Listed face à Al Qareem, un vrai cheval de groupe 3. Et sa dernière tentative de l'année est presque la bonne : elle est battue d'une encolure par Poptronic dans les British Champions Fillies' and Mares' Stakes.
Aucune victoire à 3 ans, donc, mais des accessits significatifs : à l'évidence Bluestocking est une tardive, et sa saison 2024 va le prouver. Elle commence en mai, à York, dans les Middleton Stakes, qu'elle survole en laissant à 6 longueurs la bonne Free Wind. Puis, c'est la consécration : la partenaire de Rossa Ryan, désormais son jockey attitré, décroche une victoire de groupe 1 dans les Pretty Polly Stakes, en Irlande, face à une adversaire très chevronnée, Emily Upjohn. La voici propulsée parmi les favoris des King George VI & Queen Elizabeth Stakes, face à un lot de tout premier ordre où figurent notamment le champion Auguste Rodin et le globe-trotter Rebel's Romance. Des trois, c'est bien elle qui réalise la meilleure valeur, mais elle doit s'incliner face à un adversaire inattendu, le hongre français Goliath. Un mois plus tard, elle connait la seule véritable fausse note de sa saison dans les International Stakes où, quatrième à plus de huit longueurs, elle se contente de loin d'assister au triomphe d'un autre champion, le Derby-winner City of Troy.
À l'automne 2024, Bluestocking traverse la Manche pour se frotter à un solide lot de femelles dans le Prix Vermeille. Elle y fait merveille, l'emportant avec autorité devant la 3 ans française Aventure. Une victoire probante, qui incite son entourage à débourser 120 000 euros pour la supplémenter dans le Prix de l'Arc de Triomphe, dans lequel elle n'était pas engagée. Bonne idée. Le premier dimanche d'octobre, elle devance quinze adversaires, au premier rang desquels sa dauphine du Vermeille, Aventure, et s'adjuge la plus belle course d'Europe, offrant à Juddmonte Farms un huitième sacre synonyme de record pour la légendaire casaque du Prince Khalid Abdullah.

### Résumé de carrière
| Date         | Hippodrome  | Pays        | Course                                       | Statut      | Distance    | Jockey            | Place       | Écart       | Vainqueur ou deuxième |
| 2022, 2 ans  | 2022, 2 ans | 2022, 2 ans | 2022, 2 ans                                  | 2022, 2 ans | 2022, 2 ans | 2022, 2 ans       | 2022, 2 ans | 2022, 2 ans | 2022, 2 ans           |
| ------------ | ----------- | ----------- | -------------------------------------------- | ----------- | ----------- | ----------------- | ----------- | ----------- | --------------------- |
| 29 septembre | Salisbury   | Royaume-Uni | Maiden Stakes                                | Maiden      | 1 600 m     | Rob Hornby        | 1er / 10    | 1 ¼         | Tony Montana          |
| 2023, 3 ans  |             |             |                                              |             |             |                   |             |             |                       |
| 20 mai       | Newbury     | Royaume-Uni | Fillies' Trial Stakes                        | Listed      | 2 000 m     | Rossa Ryan        | 2e / 8      | tête        | Warm Heart            |
| 22 juin      | Ascot       | Royaume-Uni | Ribblesdale Stakes                           | Gr. 2       | 2 400 m     | Lanfranco Dettori | 3e / 17     | 3 ¾         | Warm Heart            |
| 22 juillet   | Curragh     | Irlande     | Irish Oaks                                   | Gr. 1       | 2 400 m     | Colin Keane       | 2e / 8      | 1/2         | Savethelastdance      |
| 24 août      | York        | Royaume-Uni | Yorkshire Oaks                               | Gr. 1       | 2 400 m     | Rossa Ryan        | 4e / 10     | 3 ½         | Warm Heart            |
| 16 septembre | Chester     | Royaume-Uni | Stand Cup Stakes                             | Listed      | 2 500 m     | Rob Hornby        | 2e / 7      | encolure    | Al Qareem             |
| 21 octobre   | Ascot       | Royaume-Uni | British Champions Fillies' and Mares' Stakes | Gr. 1       | 2 300 m     | Rossa Ryan        | 2e / 14     | encolure    | Poptronic             |
| 2024, 4 ans  |             |             |                                              |             |             |                   |             |             |                       |
| 16 mai       | York        | Royaume-Uni | Middleton Stakes                             | Gr. 2       | 2 100 m     | Rossa Ryan        | 1er / 5     | 6           | Free Wind             |
| 29 juin      | Curragh     | Irlande     | Pretty Polly Stakes                          | Gr. 1       | 2 000 m     | Rossa Ryan        | 1er / 8     | 1/2         | Emily Upjohn          |
| 27 juillet   | Ascot       | Royaume-Uni | King George VI & Queen Elizabeth St.         | Gr. 1       | 2 400 m     | Rossa Ryan        | 2e / 9      | 2 ¼         | Goliath               |
| 21 août      | York        | Royaume-Uni | International Stakes                         | Gr. 1       | 2 080 m     | Rossa Ryan        | 4e / 13     | 8 ¼         | City of Troy          |
| 15 septembre | Longchamp   | France      | Prix Vermeille                               | Gr. 1       | 2 400 m     | Rossa Ryan        | 1er / 12    | 3/4         | Aventure              |
| 6 octobre    | Longchamp   | France      | Prix de l'Arc de Triomphe                    | Gr. 1       | 2 400 m     | Rossa Ryan        | 1er / 16    | 1 ¼         | Aventure              |

## Au haras
À l'issue de sa carrière de course, Bluestocking intègre la jumenterie de Juddmonte. Elle est saillie pour la première fois en 2025 par Dubawi.

## Origines
Bluestocking est une fille de l'Irlandais Camelot, l'un des bons étalons de Coolmore, dont le prix de saillie a culminé à 75 000 €.Camelot, vainqueur de groupe 1 à 2 ans, est passé tout près d'un exploit retentissant à 3 ans, puisqu'il faillit bien s'adjuger la Triple Couronne britannique (2000 Guinées, Derby, St. Leger), dont le dernier détenteur n'est autre que l'illustre Nijinsky en 1970. Mais un douteux outsider nommé Encke le priva de la victoire dans le troisième volet du triptyque. Au haras, il s'est révélé un reproducteur de premier plan, auteur d'une dizaine de lauréats de groupe 1.
La mère de Bluestocking, Emulous, a elle aussi conquis ses galons au niveau groupe 1, puisqu'elle a remporté les Matron Stakes, et pris des places au niveau groupe 3. Emulous est également la mère de Qirat (par Showcasing), un bon cheval de handicap qui, dévoué à la cause du champion Field of Gold dans les Sussex Stakes, s'était fait oublié des favoris et avait filé à l'anglaise vers la victoire.  
Cette famille est entrée dans l'élevage Juddmonte au début des années 80 à la faveur du judicieux achat de Queen of Song, une bonne jument américaine qui avait remporter un groupe 2 et s'était placée au niveau groupe 1 dans l'Apple Blossom Handicap. Au haras, Queen of Song a tracé via sa fille Aspiring Diva, mère de First Sitting (par Dansili), lauréat du Prix Gontaut-Biron, deuxième mère de Brooch (par Empire Maker), lauréate de groupe 2 en Irlande et mère de l'Américain Mandaloun (par Into Mischief) qui pour la casaque Juddmonte remporta sur tapis vert le Kentucky Derby et, à la régulière, les Haskell Stakes.

### Pedigree
| Origines de Bluestocking (GB), pouliche baie née en 2020 | Origines de Bluestocking (GB), pouliche baie née en 2020 | Origines de Bluestocking (GB), pouliche baie née en 2020 | Origines de Bluestocking (GB), pouliche baie née en 2020 |
| -------------------------------------------------------- | -------------------------------------------------------- | -------------------------------------------------------- | -------------------------------------------------------- |
| Père Camelot 2009                                        | Montjeu 1996                                             | Sadler's Wells                                           | Northern Dancer                                          |
| Père Camelot 2009                                        | Montjeu 1996                                             | Sadler's Wells                                           | Fairy Bridge                                             |
| Père Camelot 2009                                        | Montjeu 1996                                             | Floripedes                                               | Top Ville                                                |
| Père Camelot 2009                                        | Montjeu 1996                                             | Floripedes                                               | Toute Cy                                                 |
| Père Camelot 2009                                        | Tarfah 2001                                              | Kingmambo                                                | Mr. Prospector                                           |
| Père Camelot 2009                                        | Tarfah 2001                                              | Kingmambo                                                | Miesque                                                  |
| Père Camelot 2009                                        | Tarfah 2001                                              | Fickle                                                   | Danehill                                                 |
| Père Camelot 2009                                        | Tarfah 2001                                              | Fickle                                                   | Fade                                                     |
| Mère Emulous 2007                                        | Dansili 1996                                             | Danehill                                                 | Danzig                                                   |
| Mère Emulous 2007                                        | Dansili 1996                                             | Danehill                                                 | Razyana                                                  |
| Mère Emulous 2007                                        | Dansili 1996                                             | Hasili                                                   | Kahyasi                                                  |
| Mère Emulous 2007                                        | Dansili 1996                                             | Hasili                                                   | Kerali                                                   |
| Mère Emulous 2007                                        | Aspiring Diva 1990                                       | Distant View                                             | Mr. Prospector                                           |
| Mère Emulous 2007                                        | Aspiring Diva 1990                                       | Distant View                                             | Seven Springs                                            |
| Mère Emulous 2007                                        | Aspiring Diva 1990                                       | Queen of Song                                            | His Majesty                                              |
| Mère Emulous 2007                                        | Aspiring Diva 1990                                       | Queen of Song                                            | Song Sparrow (famille 5-j)                               |